# Yasui Sokken

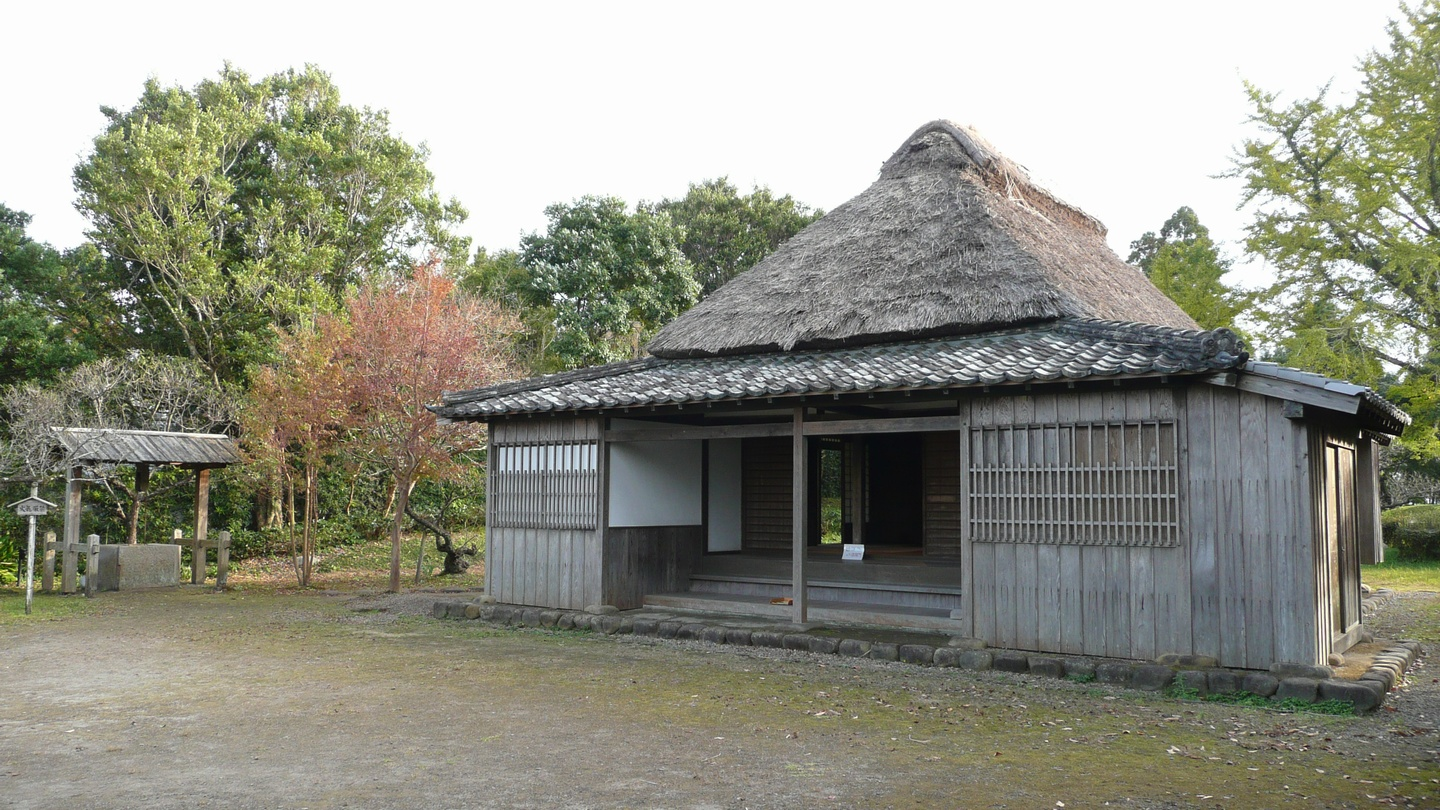
Maison de naissance de Yasui Sokken.

Yasui Sokken est un nom japonais traditionnel ; le nom de famille (ou le nom d'école), Yasui, précède donc le prénom (ou le nom d'artiste).
Yasui Sokken (安井 息軒) (1799-1876) est un lettré japonais spécialiste du confucianisme qui a enseigné à de très nombreuses personnalités comme Tani Tateki, Mutsu Munemitsu ou Shinagawa Yajirō.

## Biographie
Né en 1799 à Kiyotake, Yasui est le second fils de Yasui Sochu, également un intellectuel, qui s'est installé à Edo en 1804 avant de revenir à Kiyotake et d'ouvrir une école privée dans le domaine d'Obi. En 1820, Sokken se rend à Osaka pour étudier auprès de Shinosaki Kosaku. En 1822, il revient à Kiyotake.
En 1824, il se rend à Edo et entre à l'école Shoheizaka. En 1826, il devient instituteur au domaine d'Obi. L'année suivante, son père ouvre une autre école appelée Myokyodo et Sokken lui apporte son aide. En 1832, son père devient recteur de l'école Shintokudo à Obi et Sokken en devient le vice-recteur. En 1833, Sokken conseille d'interdire l'avortement puis devient enseignant du daimyo du domaine. En 1837, il retourne à Edo étudier à l'école Shoheizaka puis en devient le recteur. En 1841, il ouvre son école Sankeijuku. En 1862, il devient l'un des lettrés du shogunat Tokugawa. Il meurt à Edo (renommé Tokyo) en 1876.
Il était de petite taille et avait des cicatrices dues à la variole dans son enfance.
Il a enseigné à plus de 2 000 élèves comme Matsumura Kaiseki (en), Akashi Motojirō, Ishimoto Shinroku et d'autres.

## Livres
- Dokushoyoteki (読書余適?) : Essai sur un voyage au Tohoku
- Kaibōshigi (海防私議?) : Mes opinions sur les défenses côtières
- Shosekitekiyō (書説摘要?) : Diverses opinions
- Harumimondō (靖海問答?) : Mes opinions sur les défenses côtières
  - Tokugawa Nariaki avait demandé à Sokken son opinion sur les défenses côtières, mais les critiques de Sokken ne furent pas entendues en raison de la mort de Nariaki.
- Kyūkyūarutoi (救急或問?)
- Kanshisanwa (管子纂話?) : Sur l'encyclopédie Guanzi
- Hokusennissho (北潜日抄?) : Son journal intime en lettres chinoises
- Sadenshūshaku (左伝輯釈?) : Sur le Zuo Zhuan
- Rongoshūsetsu (論語集説?) : Sur les Entretiens de Confucius
- Benmō (弁妄?) : Discussion incohérente
- Suiyomanpitsu (酔余漫筆?) : Essais écrits sous l'emprise de l'alcool